# Comtat de Lezhë
El comtat de Lezhë (en albanès Qarku i Lezhës) és un dels dotze comtats d'Albània. Està format pels districtes de Kurbin, Lezhë i Mirditë. La seva capital és Lezhë. Fou establert en 1991 després del canvi de règim que va suposar la revolució romanesa de 1989.